# ダン・ペトレスク
ダニエル・ヴァシレ・ペトレスク（Daniel Vasile Petrescu (ルーマニア語発音: [daniˈel vaˈsile peˈtresku], 1967年12月22日 - ）は、ルーマニア・ブカレスト出身の元サッカー選手、現サッカー指導者。元ルーマニア代表。現役時代のポジションはディフェンダー。現在はKリーグ1・全北現代モータースの監督を務めている。

## 選手経歴

### クラブ
ペトレスクはFCステアウア・ブカレストの下部組織でサッカーを学び、1986年にクラブがUEFAチャンピオンズカップ 1985-86で優勝を成し遂げた1ヵ月後、19歳でトップチームへの昇格を果たした。当初は出場機会に恵まれず、1987年にFCオルト・スコルニチェシュティへレンタル移籍したが、1年後にステアウアへ復帰を果たした。その後はレギュラーへと定着しUEFAチャンピオンズカップにおいて1987-88シーズンにベスト4に進出。、1988-89シーズンは、決勝でACミランに敗れ準優勝。
1991-92シーズン、既にトルコに到着し、フェネルバフチェSKと契約寸前であった。しかし急転直下、13年振りにセリエAへ昇格した、フォッジャ・カルチョへ移籍することとなった。ズデネク・ゼーマン監督の指揮下、超攻撃的サッカーを担う中心選手の1人として2シーズンプレーした。1993-94シーズン、ジェノアCFCでプレーした。1994年にイングランド・プレミアリーグのシェフィールド・ウェンズデイFCと契約し1シーズンと少しを過ごした後、1995年にチェルシーFCへ移籍した。グレン・ホドル監督の信頼を得てレギュラーに定着、ルート・フリット監督就任後もレギュラーとして起用され、1997年のFAカップ優勝を果たした。その後、1998年のUEFAカップウィナーズカップ優勝、フットボールリーグカップ優勝に貢献するなど、5シーズンの間に中心選手として顕著な活躍を見せた。しかし2000年に監督のジャンルカ・ヴィアリと対立すると出場機会を失い、同年のFAカップ決勝、対アストン・ヴィラFC戦ではベンチ入りからも外された。
同年7月に1000万ポンドの移籍金でブラッドフォード・シティAFCへ移籍。サウサンプトンFCを経て、2002年にルーマニアへ帰国しFCナツィオナル・ブカレストへ移籍し、翌2003年5月31日のルーマニアカップ決勝、対FCディナモ・ブカレスト戦（試合は0-1で敗退）を最後に現役を引退した。

### 代表
ルーマニア代表としては1989年3月29日のイタリア戦で代表デビューを飾ると、翌1990年のFIFAワールドカップ・イタリア大会代表候補に選出されたが、怪我の影響により最終選考からは外れた。
1994年のFIFAワールドカップ・アメリカ大会では、1次リーグ最終戦のアメリカ戦で前半18分に唯一の得点を決め決勝トーナメント進出に貢献したが、準々決勝のスウェーデン戦ではPK戦の末に敗れ去った。ペトレスクは大会を通じて5試合に出場し同国のベスト8進出に貢献した。
1996年のEURO1996では1次リーグ敗退に終わったが、1998年のFIFAワールドカップ・フランス大会では1次リーグ第2戦のイングランド戦において、終了間際の90分に決勝点を決め2-1の勝利に導き、同国の2大会連続となる決勝トーナメント進出に貢献した。ペトレスクは2000年のEURO2000終了後に代表から退くまで国際Aマッチ95試合に出場し12得点を記録した。

## 指導者経歴
引退後は指導者の道へ進み、2004年にFCラピド・ブカレストの監督に就任したが、6試合で指揮を執った後の同年10月に監督を辞任した。FCスポルトゥル・ストゥデンツェスク・ブカレストを経て2006年1月1日にポーランドのヴィスワ・クラクフの監督に就任した。ペトレスクは前年優勝クラブを率いて2005-06シーズンを2位で終えたが、2006年9月18日に監督を辞任した。
同月にルーマニアへ帰国し、リーガ1に昇格したばかりのFCウニレア・ウルジチェニの監督に就任した。ウルジチェニでは2007-08シーズンにルーマニアカップ準優勝に導き、UEFAカップ出場権を獲得。2009年5月にはクラブをリーグ初優勝に導くと、2009-10シーズンのUEFAチャンピオンズリーグ、グループリーグではレンジャーズFC、セビージャFC、VfBシュトゥットガルトを相手に2勝2分2敗の勝ち点8をあげ、決勝トーナメント進出にあと一歩のところまで詰め寄った。
2009年12月にウルジチェニの監督を辞任。同月28日にロシア・ファーストディビジョン（2部リーグに相当）のFCクバン・クラスノダールと5年契約を結んだ。優勝を果たし、一年での昇格を達成。2012年8月、クバン監督を辞任し、FCディナモ・モスクワ監督に就任した。
2015年6月、ASAトゥルグ・ムレシュ監督に就任した。
2015年7月、中国スーパーリーグの江蘇舜天の監督に就任した。
2016年6月14日、FNLに降格したFCクバン・クラスノダールの監督に復帰し2年契約を交わした。しかしリーグ戦15試合で3勝しかできず14位に低迷し、10月4日に解任された。
2016年10月29日、アラビアン・ガルフ・リーグのアル・ナスルSCに就任した。
2017年6月10日、CFRクルジュの監督に就任。2017-18シーズン、リーガ1優勝に導く。
2018年6月7日、グレゴリオ・マンサーノの後任として貴州智誠の監督に就任。
2023年6月9日、Kリーグ1で7位と不振に陥っていた全北現代モータースの監督に就任。

## 代表歴

### 出場大会
- ルーマニア代表
  - 1994 FIFAワールドカップ
  - 1998 FIFAワールドカップ

### 試合数
- 国際Aマッチ 96試合 12得点（1989年-2000年）[10]

| ルーマニア代表 | 国際Aマッチ | 国際Aマッチ |
| 年             | 出場        | 得点        |
| -------------- | ----------- | ----------- |
| 1989           | 5           | 0           |
| 1990           | 9           | 1           |
| 1991           | 5           | 0           |
| 1992           | 6           | 1           |
| 1993           | 4           | 0           |
| 1994           | 15          | 3           |
| 1995           | 6           | 0           |
| 1996           | 8           | 3           |
| 1997           | 8           | 2           |
| 1998           | 13          | 2           |
| 1999           | 8           | 0           |
| 2000           | 9           | 0           |
| 通算           | 96          | 12          |

## 監督成績
2021年1月11日現在
| クラブ                           | 就任           | 退任           | 記録 | 記録 | 記録 | 記録 | 記録   |
| クラブ                           | 就任           | 退任           | 試   | 勝   | 分   | 敗   | 勝率   |
| -------------------------------- | -------------- | -------------- | ---- | ---- | ---- | ---- | ------ |
| スポルトゥル・ストゥデンツェスク | 2003年7月20日  | 2003年12月3日  | 22   | 16   | 3    | 3    | 072.73 |
| ラピド・ブカレスト               | 2003年12月8日  | 2004年4月14日  | 7    | 3    | 2    | 2    | 042.86 |
| スポルトゥル・ストゥデンツェスク | 2004年6月17日  | 2005年12月5日  | 50   | 21   | 13   | 16   | 042.00 |
| ヴィスワ・クラクフ               | 2005年12月7日  | 2006年9月18日  | 23   | 14   | 6    | 3    | 060.87 |
| ウニレア・ウルジチェニ           | 2006年9月25日  | 2009年12月26日 | 130  | 64   | 36   | 30   | 049.23 |
| クバン・クラスノダール           | 2009年12月28日 | 2012年8月14日  | 86   | 41   | 24   | 21   | 047.67 |
| ディナモ・モスクワ               | 2012年8月17日  | 2014年4月8日   | 55   | 28   | 14   | 13   | 050.91 |
| アル・アラビ                     | 2014年6月5日   | 2014年12月1日  | 11   | 3    | 5    | 3    | 027.27 |
| トゥルグ・ムレシュ               | 2015年6月10日  | 2015年7月9日   | 1    | 1    | 0    | 0    | 100.00 |
| 江蘇舜天                         | 2015年7月12日  | 2016年6月3日   | 36   | 15   | 12   | 9    | 041.67 |
| クバン・クラスノダール           | 2016年6月14日  | 2016年10月4日  | 16   | 3    | 7    | 6    | 018.75 |
| アル・ナスル                     | 2016年10月29日 | 2017年5月26日  | 26   | 13   | 5    | 8    | 050.00 |
| CFRクルジュ                      | 2017年6月10日  | 2018年6月4日   | 35   | 21   | 10   | 4    | 060.00 |
| 貴州智誠                         | 2018年6月7日   | 2019年3月21日  | 21   | 6    | 3    | 12   | 028.57 |
| CFRクルジュ                      | 2019年3月22日  | 2020年11月30日 | 90   | 47   | 23   | 20   | 052.22 |
| カイセリスポル                   | 2021年1月11日  |                | 1    | 0    | 0    | 1    | 000.00 |
| 合計                             | 合計           | 合計           | 609  | 298  | 161  | 150  | 048.93 |

## タイトル

### 選手時代
ステアウア・ブカレスト
- ディヴィジア1 : 1985-86, 1987-88, 1988-89
- クパ・ロムニエイ : 1987, 1989

チェルシー
- FAカップ : 1997
- フットボールリーグカップ : 1998
- UEFAカップウィナーズカップ : 1998
- UEFAスーパーカップ : 1998

個人
- プレミアリーグ10周年記念国外選手ベストイレブン（英語版） : 1993-03

### 指導者時代
ウニレア・ウルジチェニ
- リーガ1 : 2008-09

クバン
- ロシア・ナショナル・フットボールリーグ : 2010

トゥルグ・ムレシュ
- スーペルクパ・ロムニエイ : 2015

江蘇舜天
- 中国FAカップ : 2015

CFRクルジュ
- リーガ1 : 2017-18, 2018-19, 2019-20

個人
- Gazeta Sporturilor ルーマニア年間最優秀監督 : 2008, 2009, 2011